# Madeleine Jouffroy
Pour les articles homonymes, voir Jouffroy.
Madeleine Jouffroy, née le 20 novembre 1927 à Chalon-sur-Saône, est une gymnaste artistique française.
Aux Championnats du monde de gymnastique artistique 1950, elle est médaillée d'argent au concours général par équipes.
Elle dispute les Jeux olympiques d'été de 1952 à Helsinki, sans obtenir de podium.